# Salàs de Pallars
Salàs de Pallars – gmina w Hiszpanii, w prowincji Lleida, w Katalonii, o powierzchni 20,68 km². W 2011 roku gmina liczyła 368 mieszkańców.